# جیمز ای ومک
 جیمز ای ومک (انگلیسی: en:James E. Womack؛ زادهٔ ۱ ژانویه ۱۹۴۱) یک زیست شناس است.